# 楠梓交流道
22°44′13″N 120°20′04″E / 22.737050°N 120.334424°E
楠梓交流道為國道1號聯外楠梓、大社、仁武地區及工業區之重要交流道，指標為356k。北起高雄市楠梓區近大社區交界、南至楠梓區與仁武區交界，於1977年10月31日啟用。匝道兩旁設有平面側車道（興西路），以連結旗楠路（台22線）、興楠路（高47線）及鳳楠路（市道183號）等多條主要幹道。
另外，因南北雙向出口連接的第一條平面道路各不同（南出匝道連接台22線；北出匝道連接市道183號），故雙向出口預告牌面的地名及公路編號也有所不同。
|      | 356 楠梓 | 南下 |           | 大社 楠梓 |
| 北上 | 356 楠梓 |      | 楠梓 仁武 |           |

## 鄰近公路
- 台1線
- 台22線
- 市道183號
- 高47線

## 外部連結
- 國道一號楠梓交流道示意圖 （页面存档备份，存于）（交通部高速公路局）